# Ad Petri Cathedram
Cathedram Ad Petri (Latim: [ad 'petri 'katedram]; "Cátdra de Pedro") foi a primeira encíclica emitida pelo Papa João XXIII em 29 de junho de 1959. Foi promulgado oito meses no pontificado e aborda a verdade, a unidade e a paz no espírito da caridade. O documento faz várias referências ao planejado Concílio Ecumênico Vaticano II, realizado posteriormente entre 1962-1965.
Não era um documento social de tendência ou uma exposição doutrinária, mas uma mensagem paterna que era vista como abordando seus problemas com carinho e preocupação pastoral.
A encíclica nomeou a indiferença em relação à verdade como a causa de muitos dos males sociais do mundo, e exigiu que as comunicações modernas e a imprensa se lembrassem de sua responsabilidade de relatar apenas a verdade. A encíclica defendia uma maior unidade entre igrejas, nações, classes de pessoas e dentro das famílias. Afirmou que a Igreja Católica se distingue por três unidades: unidade de doutrina, unidade de organização, unidade de culto. A última parte da encíclica foi um chamado à ação em várias áreas cruciais, incluindo justiça social e combate a ideias falsas.